# Рэксин, Дэвид
Дэвид Рэксин (англ. David Raksin; 4 августа 1912, Филадельфия, штат Пенсильвания, США — 9 августа 2004, Ван-Найс, штат Калифорния, США) — американский композитор, известный работами в фильмах и на телевидении. Написал множество композиций для титров для более чем 100 фильмов и 300 телевизионных работ. Он стал известен как «Дедушка киномузыки».

## Биография
Дэвид Рэксин родился в городе Филадельфия штата Пенсильвания в 1912 году. Его отец был дирижёром оркестра. Рэксин профессионально играл в танцевальных группах, когда учился в «Центральной высшей школе Филадельфии». Он ходил на занятия по композиции в Пенсильванский университет вместе с Харлом Макдональдом, а позднее и с Исидорой Фрид в Нью-Йорке и Арнольдом Шёнбергом в Лос-Анджелесе. В Нью-Йорке Рэксин работал аранжировщиком для «Harms/Chappell».
Одной из его ранних композиторских работ была для кинокомедии Чарли Чаплина «Новые времена» (1936). Известность ему принесла музыка к фильму «Лора» (1944). Музыкальной темой для фильма в 1945 году стала песня «Лора». Джонни Мерсер придумал стихи для песни. В годы жизни Рэксина эта песня была второй по популярности после песни «Звёздная пыль» Хоги Кармайкла и Майкла Пэриша. Он также написал музыкальную тему к фильму «Бен Кейси».
В поздние годы своей жизни Рэксин преподавал в университете Южной Калифорнии и Калифорнийском университете в Лос-Анджелесе.
Рэксин умер в 2004 году в возрасте 92 лет. После его смерти было объявлено, что Рэксин написал автобиографию под названием «Если я говорю так сам» (англ. If I Say So Myself). Книга была впоследствии опубликована под названием «Злые и красивые: моя жизнь в золотом веке киномузыки» (англ. The Bad and the Beautiful: My Life in a Golden Age of Film Music).
В 2012 году в его честь была названа премия «Lifetime Achievement Award», посвящённая кинокомпозиторам прошлого.
Его сын Алекс получил Пулитцеровскую премию как лучший автор передовых статей для газеты «Los Angeles Times».

## Кино- и ТВ-работы
| Год  | Русское название           | Оригинальное название           | Примечания       |
| ---- | -------------------------- | ------------------------------- | ---------------- |
| 1936 | Новые времена              | Modern Times                    | как аранжировщик |
| 1939 | Собака Баскервилей         | The Hound of the Baskervilles   |                  |
| 1939 | Приключения Шерлока Холмса | Adventures of Sherlock Holmes   |                  |
| 1944 | Лора                       | Laura                           |                  |
| 1945 | Падший ангел               | Fallen Angel                    |                  |
| 1947 | Тайная жизнь Уолтера Митти | The Secret Life of Walter Mitty |                  |
| 1948 | Сила зла                   | Force of Evil                   |                  |
| 1949 | Водоворот                  | Whirlpool                       |                  |
| 1952 | Пэт и Майк                 | Pat And Mike                    |                  |
| 1952 | Злые и красивые            | The Bad and the Beautiful       |                  |
| 1952 | Сестра Керри               | Carrie                          |                  |
| 1954 | Неожиданный                | Suddenly                        |                  |
| 1955 | Большой ансамбль           | The Big Combo                   |                  |
| 1958 | За отдельными столиками    | Separate Tables                 |                  |
| 1983 | На следующий день          | The Day After                   |                  |

## Работы на Бродвее
| Год  | Русское название   | Оригинальное название | Жанр   | Примечание                |
| ---- | ------------------ | --------------------- | ------ | ------------------------- |
| 1935 | Парад              | Parade                | ревю   | сооркестровщик            |
| 1935 | Дома за границей   | At Home Abroad        | ревю   | сооркестровщик            |
| 1936 | Новые лица 1936-го | New Faces of 1936     | ревю   | сооркестровщик            |
| 1946 | Если обувь впору   | If the Shoe Fits      | мюзикл | композитор                |
| 1997 | Мечта              | Dream                 | ревю   | автор песен фильма «Лора» |

### Интервью
- Streaming audio interview with Raksin, by Charles Amirkhanian, January 28, 1988
- David Raksin interview by Bruce Duffie, May 1988